# Unbefangenheitsprobe
Die Unbefangenheitsprobe ist eine Verhaltensprüfung des Hundes im Rahmen der Prüfungen der FCI. Sie ist insofern Bestandteil jeder Prüfung in allen Vereinen, die den Mitgliedsvereinen der FCI angeschlossen sind.

## Ablauf
Die Unbefangenheitsprobe wird vor Beginn der Prüfung durchgeführt. Jeder teilnehmende Hundeführer stellt sich dafür mit seinem locker angeleinten Hund einzeln beim Leistungsrichter vor. Dieser überprüft dann die Unbefangenheit des Hundes, indem er die Tätowiernummer beziehungsweise die Chipnummer überprüft, um die Identität des Hundes festzustellen. Es ist dem Leistungsrichter verboten, den Hund dabei zu berühren. Kann die Identität nicht festgestellt werden, darf der Hund die Prüfung nicht antreten. Zeigt der Hund bei der Unbefangenheitsprobe negativ zu bewertendes Verhalten (dazu siehe unten), darf er an der Prüfung nicht teilnehmen. Des Weiteren beurteilt der Leistungsrichter, ob der Hund während der gesamten Prüfung unbefangen ist. Stellt der Leistungsrichter Mängel fest, muss er die Prüfung abbrechen.

## Besondere Beurteilung der Unbefangenheitsprobe in der Begleithundprüfung
Bei der Begleithundprüfung, deren Bestehen Startvoraussetzung für alle anderen Prüfungen im Hundesport ist, wird insbesondere das Verhalten des Hundes im zweiten praktischen Teil, dem sogenannten Verkehrsteil, beobachtet. In diesem Teil kommt der Hund mit anderen Menschen, wie zum Beispiel Joggern oder Fahrradfahrern, in Kontakt. Bei den danach folgenden Prüfungen wie der Fährtenhundprüfung oder der Gebrauchshundprüfung, wird die Unbefangenheitsprobe meist ohne Probleme bewältigt.

## Beurteilung des Hundes
Der Leistungsrichter beurteilt das Verhalten des Hundes nach drei Abstufungen:
- positiv zu bewertendes Verhalten: „Der Hund verhält sich bei der Überprüfung z. B. neutral, selbstbewusst, sicher, aufmerksam, temperamentvoll, unbefangen.“[1]
- noch zu vertretende Grenzfälle: „Der Hund verhält sich z. B. etwas unstet, leicht überreizt oder leicht unsicher. Diese Hunde können zugelassen werden, sie sind jedoch im Prüfungsverlauf genauestens zu beobachten.“[1]
- negativ zu bewertendes Verhalten, Wesensmängel: „Der Hund verhält sich z. B. scheu, unsicher, schreckhaft, schussscheu, unführig, bissig, aggressiv“[1], was zur Disqualifikation führt.